# The Ring 2
The Ring 2 (The Ring Two) è un film del 2005, diretto da Hideo Nakata, sequel di The Ring.
Si tratta di un film horror giapponese.

## Trama
Sono trascorsi sei mesi da quando Rachel, giornalista di cronaca nera della città di Seattle, è riuscita a sfuggire a Samara Morgan e all'incubo della VHS maledetta che preannuncia la morte di chi ne guarda il contenuto. Lei e suo figlio Aidan si sono quindi rifugiati nella cittadina di Astoria, nello Stato dell'Oregon, per ricominciare una vita normale lontani dai luoghi dei loro passati tormenti.
Una sera, Rachel, lavorando al giornale locale Daily Astorian, viene al corrente del ritrovamento del cadavere di un ragazzo adolescente il cui viso è orribilmente sfigurato. Assieme al giovane viene ritrovata anche una ragazza in stato catatonico: entrambi avevano deciso di trascorrere la serata guardando una videocassetta. Rachel, ricordando le agghiaccianti vicende capitate a sua nipote, intuisce si tratti della maledizione di Samara: la bambina è riuscita a raggiungerla anche nella sua nuova città.
La giornalista scova il nastro contenente il film su cui grava la maledizione e lo brucia, non volendo che l'incubo si ripeta. Bruciando la cassetta si deforma in una bocca che emette versi di dolore. Ma ben presto scopre che lo spirito della bambina dai poteri paranormali è tornato, questa volta, per impossessarsi proprio di suo figlio Aidan. In un tentativo disperato, la madre cerca di salvarlo abbandonando Astoria. Ma Samara è la loro ombra: compare nelle fotografie del sempre più instabile Aidan, appare dietro alla figura del bambino allo specchio, impiega le sue doti paranormali per "forzare" la volontà di un branco di cervi ad attaccare la loro auto. È costretta a tornare indietro, trovando scampo a casa del collega Max Rourke.
Aidan, mentre la madre è tornata nella loro abitazione a prendere alcune cose, viene raggiunto da Samara nella vasca da bagno, dove lo spirito tenta di invadere il suo corpo. Rachel arriva in tempo per strapparlo dalle sue grinfie, ma Rourke, giunto sul posto a fatti conclusi, finisce con l'equivocare. Ai medici dell'ospedale, nel quale Aidan viene ricoverato, dichiara d'aver visto la madre tentare di annegare suo figlio. Una psichiatra accusa la giornalista di violenza nei confronti del bambino e l'allontana da lui.
Aidan suggerisce quindi alla madre come agire: lei deve tornare a Seattle per indagare a fondo sul passato della diabolica bambina, cercando di scovare un metodo definitivo per liberarsene. Così, giunta alla fattoria abbandonata dei coniugi Morgan, Rachel scopre nello scantinato il diario della signora Morgan, l'omicida di Samara. Attraverso questa testimonianza arriva a conoscere l'identità della madre naturale della bambina, Evelyn, la quale si trova in cura, ormai da moltissimi anni,  in un ospedale psichiatrico per aver tentato di annegare Samara.
La giornalista va a conoscerla, ma Evelyn già l'attendeva: la visita le era stata rivelata in sogno. Evelyn racconta a Rachel che sua figlia, già da neonata, mostrava segni di essere malvagia. L'unica possibilità di liberare Aidan dalla presenza maligna, quando Samara ne avrà invaso il corpo, sarà ucciderlo, come già a suo tempo lei aveva tentato invano di fare con la propria figlia per salvarla.
Rachel, disperata, torna a casa. Scopre che Aidan è tornato dall'ospedale e, ben presto, capisce che quello che ha innanzi è il corpo del figlio "controllato" da Samara, la quale ha già ucciso altre due persone che avevano tentato di opporsi alla sua volontà: la psichiatra dell'ospedale, che non voleva dimettere Aidan, e il collega della madre, che intendeva indagare sul bambino.
A Rachel non resta che dare ascolto all'esortazione di Evelyn: narcotizzare Aidan/Samara e immergerlo nell'acqua della vasca da bagno. Appena prima che Aidan affoghi, tuttavia, Samara esce dal corpo e la trascina nella propria dimensione di dolore, intrappolandola dentro il pozzo nel quale è stata uccisa. Mentre Rachel attende, intuisce che la chiave per fermare Samara potrebbe non essere il proprio sacrificio, ma semplicemente impedirle di uscire da quel pozzo: la ragione originaria della "rabbia" di Samara, infatti, è proprio l'impossibilità di uscire dal pozzo.
Inseguita dallo spettro, riesce a risalire le umide pareti della cavità e a sigillarlo con una pesante lastra di pietra. Una volta bloccata la minaccia, tuttavia, rimane intrappolata in quel limbo. Solo grazie alle indicazioni di Aidan, riesce a tornare nel mondo reale a riabbracciare il proprio bambino.

## Accoglienza

### Critica
Su Rotten Tomatoes, il film ha un indice di approvazione del 20% basato su 189 recensioni, con una valutazione media di 4,44/10.

## Sequel
Il terzo capitolo della saga è stato annunciato nel 2014 dalla Paramount Pictures a cui è venuta l'idea della realizzazione. Le riprese sono iniziate a fine marzo 2015 e l'uscita nelle sale americane è avvenuta a inizio 2017. Il film si intitola The Ring 3 ed è ambientato 13 anni dopo gli eventi del secondo film. È diretto dal regista spagnolo F. Javier Gutiérrez.